# Brezovo, Sevnica
Brezovo este o localitate din comuna Sevnica, Slovenia, cu o populație de 37 de locuitori.